# Moulin Rouge (magazine)
Pour les articles homonymes, voir Moulin rouge (homonymie).
Moulin Rouge est un magazine masculin mensuel russe fondé en 2003 et disparu en 2008.
Le créneau de la revue se situe à mi-chemin entre le magazine de société et le magazine de charme, à l'image de la publication américaine Penthouse ; il est considéré, à ce titre, comme le premier magazine masculin de ce type de la Russie post-soviétique.
Son tirage a atteint les 78 000 exemplaires à son apogée; imprimé en format A4 de 2003 à 2006, il change de format à partir de 2007 et parait en format A3.

## Historique
Le premier numéro est sorti en janvier 2003. Le magazine a, de manière successive et au fil des changements à la tête de la rédaction, changé de concept.